# Saint-Mards-de-Blacarville
Saint-Mards-de-Blacarville är en kommun i departementet Eure i regionen Normandie i norra Frankrike. Kommunen ligger i kantonen Pont-Audemer som tillhör arrondissementet Bernay. År 2022 hade Saint-Mards-de-Blacarville 856 invånare.

## Befolkningsutveckling
Antalet invånare i kommunen Saint-Mards-de-Blacarville
Referens:INSEE